# Réseau Biblio du Québec

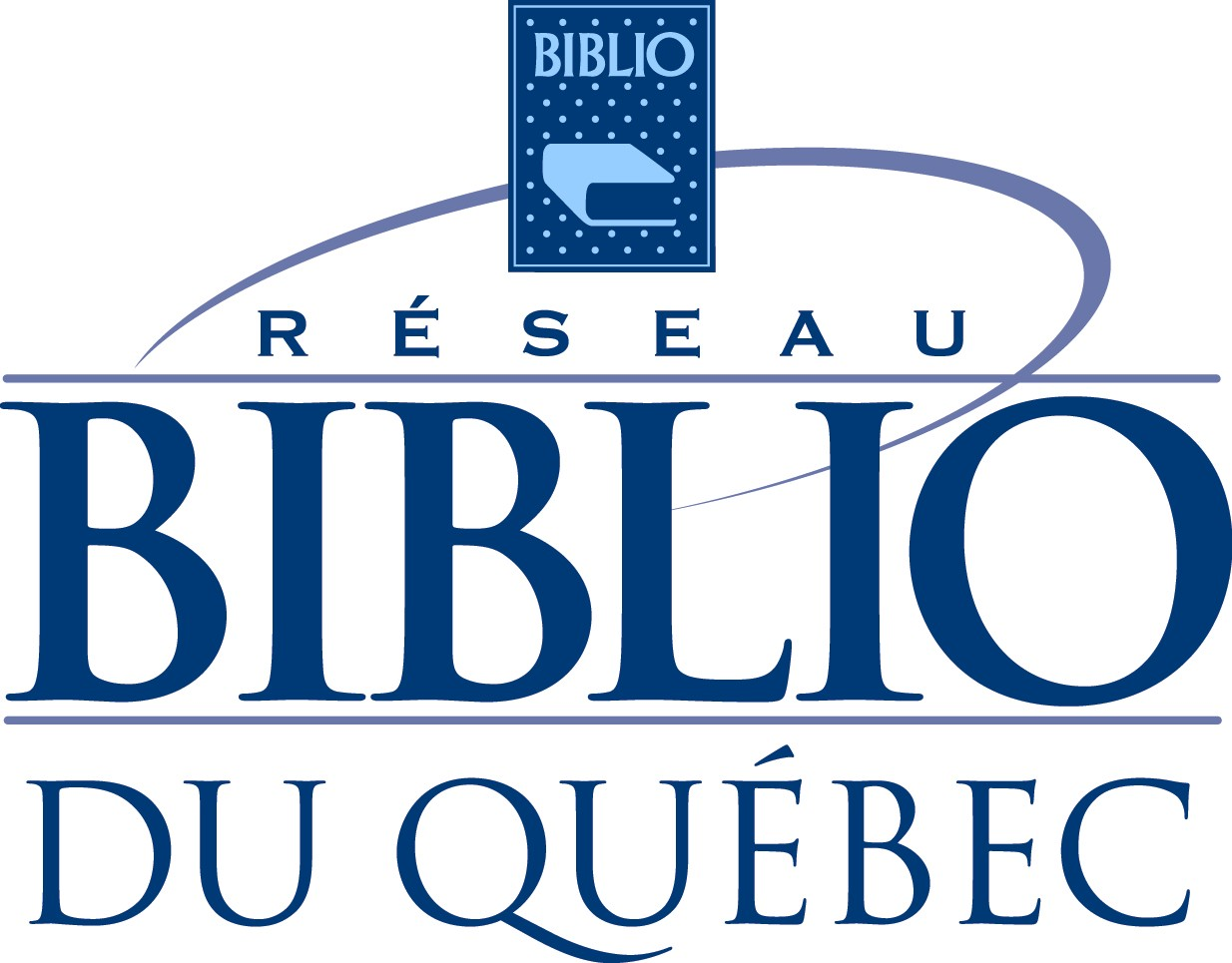
Logo

Le Réseau Biblio du Québec est un regroupement provincial de onze réseaux régionaux qui offre des services aux municipalités québécoises de moins de 5 000 habitants. Sa mission est de maintenir et de développer les bibliothèques publiques en région. Les valeurs du regroupement sont le respect, l’intégrité, ainsi que la solidarité. En 2018, le réseau comptait 748 bibliothèques membres.

## Historique

### Les bibliothèques publiques au début des années 60
En 1959, le gouvernement du Québec adopte la Loi sur les bibliothèques publiques du Québec. Cette loi permet la création de deux organismes interdépendants : la Commission des Bibliothèques publiques, organisme permanent et consultatif chargé de faire des recommandations au ministre, et le Service des bibliothèques publiques, responsable de l’exécution de la loi.
En 1961, le gouvernement crée le ministère des Affaires culturelles (MAC) et le service des bibliothèques publiques y est rattaché. Le mandat du service est de « favoriser pour tous les citoyens du Québec, citadins ou ruraux, l'accès gratuit et permanent aux livres et à leurs compléments audiovisuels. » Il doit aussi « fournir au ministère des Affaires culturelles, à la Commission des bibliothèques publiques, aux associations de bibliothécaires, aux bibliothèques, tout renseignement d'ordre culturel, bibliographique ou bibliothéconomique.» L’une de ses principales responsabilités était de planifier le développement du réseau de bibliothèques publiques, du point de vue local, municipal et régional.
À la suite de la structuration des services, le gouvernement commence à recueillir des données statistiques sur les bibliothèques publiques du Québec. Elles permettent d'établir un état des lieux et de le comparer à la moyenne canadienne. En 1961, la population desservie par les bibliothèques publiques au Québec est alors de 45,1%. Le nombre d’usagers s’élève à 14,2% alors que la moyenne canadienne (hors Québec) cette année-là est de 53,4%. Le nombre de livres par habitant est de 0,78, proche de la moyenne canadienne (0,8 livre par habitant) mais très en deçà du standard de l'époque de 1,5 livre par habitant. Le prêt de livres par habitant est de 1,69, alors que la moyenne canadienne est de 3,3.
La situation en région au Québec est particulièrement préoccupante, puisque « 94% de la population rurale ne bénéficie d'aucun service de bibliothèque valable.»

#### Les Bibliothèques centrales de prêt (BCP): l'embryon du Réseau BIBLIO
En 1962, le Ministère des Affaires culturelles (MAC) se lance dans le développement d’un réseau de bibliothèques régionales, les Bibliothèques centrales de prêt (BCP); « un système régionalisé de bibliothèques qui offriraient aux municipalités de moins de 5 000 habitants un soutien technique et professionnel en matière de bibliothéconomie ». Le modèle est inspiré des Bibliothèques départementales de prêt françaises.
Le rapport de la Commission d'étude sur les bibliothèques publiques du Québec de 1987 rappelle les rôles et le statut administratif qui avaient été attribués aux BCP. Les bibliothèques publiques se divisent en deux grandes catégories : les bibliothèques publiques autonomes dans les municipalités de plus de 5 000 habitants et, pour les plus petites municipalités, les bibliothèques publiques affiliées à la BCP de la région. Dans ce rapport, on explique que : « Il a alors été estimé qu'au-delà d'une population de 5 000 habitants, les municipalités disposent des ressources nécessaires pour prendre en charge et supporter la plus large part de leur service de bibliothèque. » Pour se doter d’une bibliothèque publique affiliée, la municipalité doit signer un contrat de service avec la BCP de sa région. « La municipalité s'engage à respecter des normes de services, à payer tous les frais encourus pour le local et le personnel et à verser la BCP, pour les services reçus, un montant établi en fonction de sa population ». En contrepartie, la BCP a pour mission d'établir et de maintenir les structures de développement et de fonctionnement des bibliothèques. Elles assurent la circulation des documents entre bibliothèques affiliées et concentrent les achats et le traitement documentaire de façon à mettre les ressources en commun et à diminuer les frais d’exploitation. Ce sont des corporations privées sans but lucratif. À ce titre, elles sont gérées par un conseil d'administration élu par l'assemblée générale, composée des représentants municipaux et des responsables des bibliothèques affiliées de toutes les municipalités qui ont signé un contrat de service avec elles.

##### La première bibliothèque centrale de prêt (BCP) en Mauricie

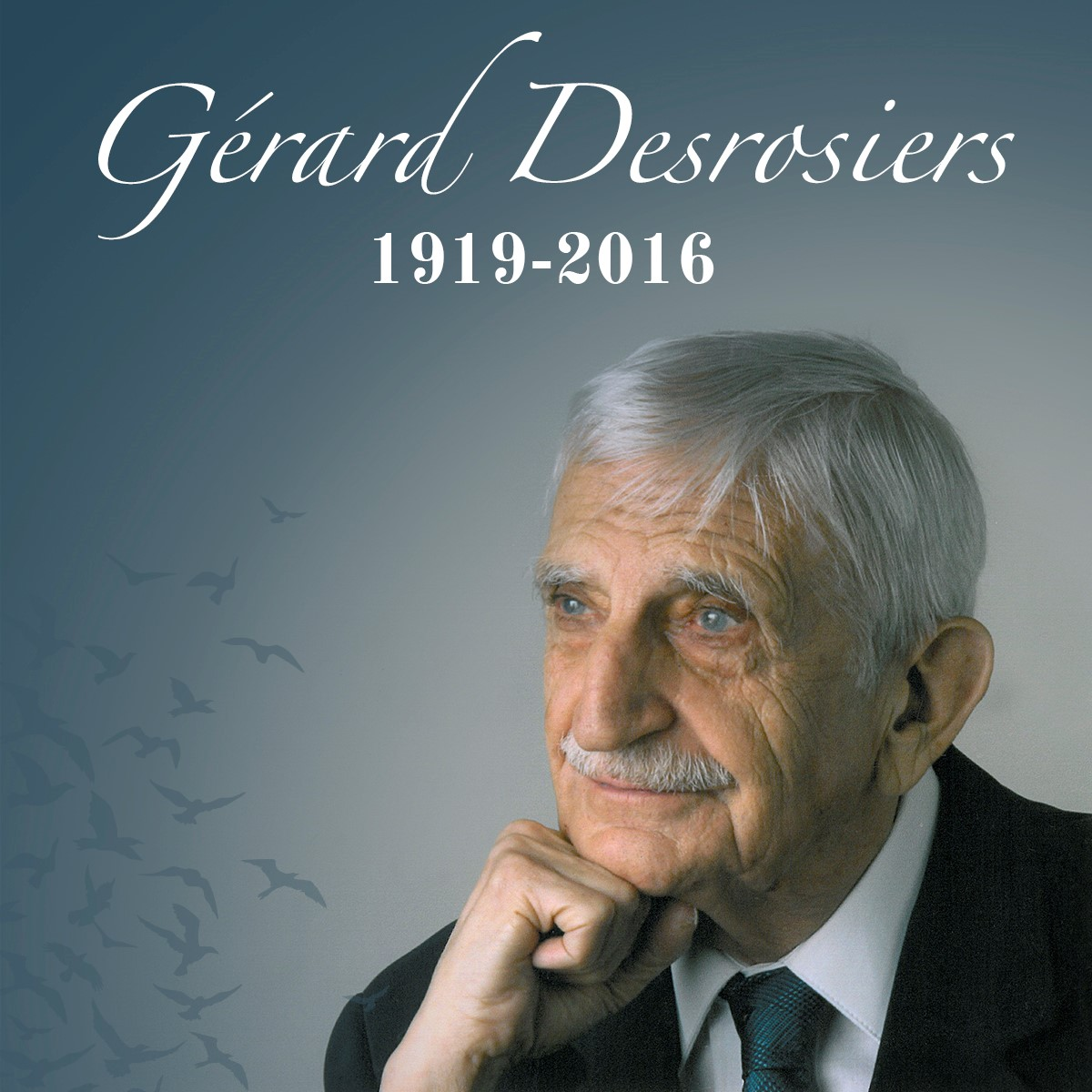
Gérard Desrosiers, fondateur de la Bibliothèque centrale de prêt de la Mauricie

C’est en Mauricie que la Société Saint-Jean-Baptiste (SSJB) initie le développement du réseau des bibliothèques municipales et souhaite que la bibliothèque de Trois-Rivières devienne une bibliothèque régionale. Le docteur Gérard Desrosiers, président de la Société Saint-Jean-Baptiste et fondateur de la bibliothèque de la commune de Saint-Narcisse, joue alors un rôle important. La collection de sa bibliothèque étant insuffisante pour combler les besoins de ses concitoyens, il trouve un arrangement avec le conservateur de la bibliothèque de Trois-Rivières, Michel Panneton, pour emprunter plusieurs caisses de livres pour sa bibliothèque. Il fera la navette entre les deux villes une fois par semaine. Cet exemple sert de modèle à la Société Saint-Jean-Baptiste pour la promotion des bibliothèques dans toutes les municipalités de la région.
Michel Panneton et Gérard Desrosiers participent également à la présentation d’un mémoire pour la création du Service des bibliothèques de la Mauricie. La Commission des Bibliothèques publiques du Québec y répond favorablement. La première Bibliothèque centrale de prêt est alors créée à Trois-Rivières en 1962.

##### Développement des autres bibliothèques centrales de prêt
En 1964, une deuxième Bibliothèque centrale de prêt voit le jour à Hull en Outaouais. Dans les années qui suivent, neuf autres BCP sont créées, pour atteindre un total de onze en 1981.
| Date              | Région                                           |
| ----------------- | ------------------------------------------------ |
| 28 novembre 1961  | BCP Mauricie - Bois-Francs                       |
| 31 juillet 1964   | BCP Outaouais                                    |
| 20 octobre 1970   | BCP Saguenay–Lac-Saint-Jean                      |
| décembre 1975     | BCP Bas-Saint-Laurent–Gaspésie                   |
| 7 octobre 1976    | BCP Nord-Ouest (actuelle Abitibi-Témiscamingue)  |
| 7 septembre 1977  | BCP Québec–Chaudière-Appalaches                  |
| 12 septembre 1977 | BCP Estrie                                       |
| novembre 1978     | BCP Région sud de Montréal (actuelle Montérégie) |
| 15 janvier 1979   | BCP des Portages (ouest du Bas-Saint-Laurent)    |
| 3 août 1979       | BCP Côte-Nord                                    |
| mai 1981          | BCP des Laurentides                              |

### Les années 1980: la consolidation du réseau
Dès la fin des années 70, les bibliothèques publiques de la ville de Montréal se regroupent afin de mettre en commun certaines ressources et d’améliorer les services. Ce regroupement inspire les responsables de bibliothèques en région et des initiatives similaires se multiplient. Ces regroupements régionaux réunissent des directeurs de bibliothèques publiques autonomes et de Bibliothèques centrales de prêt. Ils permettent l’organisation de projets communs subventionnés, la formation des membres, des achats groupés, campagnes de promotion, etc. Dans cette mouvance, les onze réseaux régionaux affirment leur désir de travailler ensemble et se dotent d’une structure commune en 1984, le Regroupement des Bibliothèques centrales de prêt.
En 1979, Denis Vaugeois, alors ministre des Affaires culturelles, fait adopter la Loi sur le développement des entreprises québécoises dans le domaine du livre (loi 51), entrée en vigueur en 1981. Cette loi a un impact direct sur les bibliothèques puisqu'elle les oblige « à se procurer leurs ouvrages au prix de détail dans les librairies agréées par le ministère.» Il lance une étude interne pour dresser un bilan des bibliothèques publiques. On y apprend entre autres que « 92% des bibliothèques municipales ont des locaux déficients.» En 1980, il lance un plan quinquennal de développement des bibliothèques publiques, connu sous le nom de « Plan Vaugeois ». « Ce plan propose des mesures plus généreuses pour la construction et la rénovation de bibliothèques municipales. De plus, le gouvernement augmente l’aide au fonctionnement de ces institutions en subventionnant les collections dont les coûts ont augmenté après l’adoption du projet de loi 51 (...). Ce plan de développement obtiendra des résultats tangibles en peu d’années. Le plan Vaugeois contribuera ainsi à l’essor des bibliothèques dans la province et servira de référence au développement de la lecture publique au Québec.» Les conséquences sur les bibliothèques sont appréciables : plus de 700 bibliothèques sont construites en 6 ans sur le territoire québécois. Les dépenses des municipalités pour leur service de bibliothèque passent du simple au double (de 4,76$ par habitant en 1960 à 9,57$ par habitant en 1979). La population desservie atteint 86% à la fin de la décennie.
Cependant, à la suite d'un changement de gouvernement en 1986, les subventions d'aide aux bibliothèques publiques chutent drastiquement. Le gouvernement commande en 1987 la tenue d'une Commission d'étude sur les bibliothèques publiques, présidée par Philippe Sauvageau. Un des éléments qui ressort du rapport, surnommé « Rapport Sauvageau », est le fait que, « malgré les améliorations apportées à la suite du plan quinquennal de développement instauré en 1980 par le ministère des Affaires culturelles, le réseau de bibliothèques publiques du Québec demeure, encore aujourd'hui, incomplet et fait figure de parent pauvre si on le compare à celui des autres provinces canadiennes.» Le rapport recommande la modification de la Loi sur les bibliothèques publiques de 1959, notamment pour y inclure explicitement les Bibliothèques centrales de prêt dont le statut légal demeurait flou. Il cible aussi la Loi 51, qui réduirait le pouvoir d'achat des bibliothèques. Sauvageau recommande la mise sur pied d'un programme d'aide financière aux achats de volumes. Le rapport a peu de conséquences concrètes. La seule mesure tangible est la recréation du Service des bibliothèques publiques qui avait été supprimé en 1982. Il sera cependant définitivement aboli en 1993.

### Les années 90: Les Centres régionaux de services aux bibliothèques publiques
En 1992, « l'Assemblée nationale adopte la Loi sur le ministère de la Culture et des Communications (loi 52), qui abroge la Loi sur les bibliothèques publiques de 1959. Sept articles sur cinquante et un de cette loi sont consacrés aux bibliothèques publiques.» Suivant cette loi, les Bibliothèques centrales de prêt deviennent les Centres régionaux de services aux bibliothèques publiques (CRSBP). Leurs objets d'intervention sont définis dans l'article 18 de la Loi. Ils sont alors chargés d'établir de maintenir et de développer des collections de documents publiés, des services de traitement documentaire ainsi que tout autre service professionnel ou technique relatif au fonctionnement d'une bibliothèque publique. Ils ont aussi pour rôle de conclure des contrats de services documentaires, professionnels ou techniques relatifs au fonctionnement d'une bibliothèque publique et de favoriser la mise en commun des ressources, les échanges entre les bibliothèques publiques et la coopération avec toute bibliothèque ou tout organisme intéressé. Enfin, ils sont chargés de promouvoir toute autre activité reliée au fonctionnement d'une bibliothèque publique et d'encourager et soutenir des programmes de formation, d'information, d'animation et de développement culturel.
En 1998, le gouvernement québécois développe la Politique de la lecture et du livre, qui permet aux CRSBP « d'offrir leurs services à certaines bibliothèques desservant des municipalités de plus de 5 000 habitants, de même qu'aux bibliothèques scolaires.» Il y est également proposé un renforcement de la mise en réseau des bibliothèques afin d’augmenter l’offre de services et l’accès aux bibliothèques à l’ensemble des citoyens. S’appuyant sur les orientations gouvernementales, le Réseau des CRSBP publie un plan d’action, Agir en réseau, pour contribuer à l’édification d’un réseau intégré des bibliothèques québécoises et définir ses fondements. « En 2003 […] c’est approximativement 1,3 million d’usagers québécois qui ont accès à l’un ou l’autre des réseaux affiliés pour 330 000 abonnés.»

### 2004: Un nouveau nom, le Réseau BIBLIO du Québec

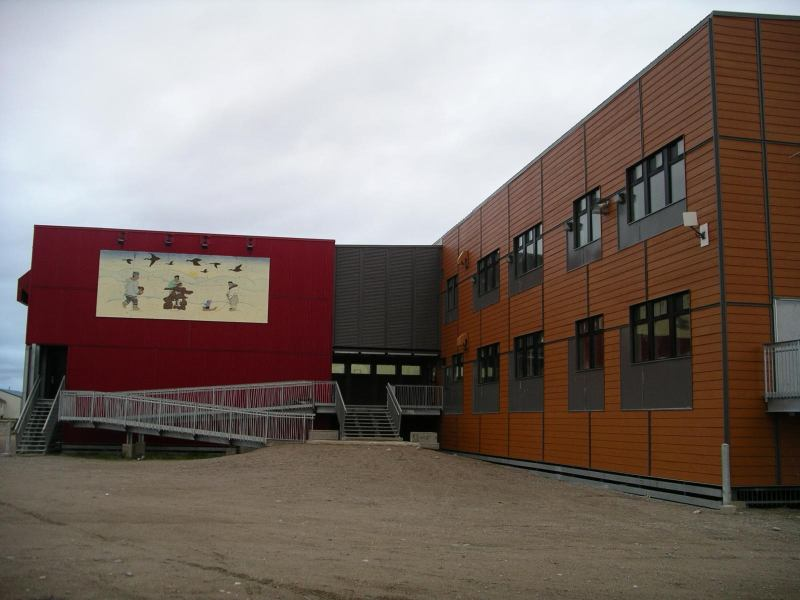
Première bibliothèque municipale scolaire du Nunavik affiliée au
Réseau BIBLIO ATNQ
(école Tarsakallak d'Aupaluk)

En 2004, le Regroupement des CRSBP célèbre ses 20 ans d'existence. Pour l'occasion, il opère un changement de nom et se dote d'un portail internet commun, dans le but d'améliorer sa visibilité et de simplifier son image auprès du grand public. Le Réseau BIBLIO du Québec est né. Ses responsabilités restent cependant les mêmes qu'auparavant et il conserve aussi sous son ancien nom au Registraire des entreprises du Québec. À partir de 2005, la mise en ligne des ressources électroniques commence et le Réseau BIBLIO procèdera à l'informatisation de toutes ses bibliothèques affiliées.
Le réseau continue de s'étendre dans les communautés qui ne disposent pas encore de service de bibliothèque, notamment dans la région du Nord-du-Québec. En 2017, une première bibliothèque municipale scolaire affiliée au Réseau BIBLIO de l’Abitibi-Témiscamingue et du Nord-du-Québec (ATNQ) est ouverte à l’école Tarsakallak d'Aupaluk, en collaboration avec Kativik Ilisarniliriniq (Commission scolaire du Nunavik). Les municipalités de Puvirnituq, Kuujjuaq Salluit, Tasujaq et le centre de documentation de la commission scolaire Kativik se sont ensuite ajoutés au réseau. En 2019, quatre bibliothèques du Nunavik s’ajouteront au Réseau BIBLIO de l’Abitibi-Témiscamingue et du Nord-du-Québec.

## Portait du Réseau BIBLIO
Les réseaux régionaux sont constitués en corporation privée à but non lucratif, sous la gouverne d'un conseil d'administration où siègent des élus municipaux et des responsables des bibliothèques affiliées. Le ministère de la Culture et des Communications du Québec ainsi que les municipalités membres financent en partie les activités des réseaux régionaux. En 2017, le Réseau BIBLIO compte 753 bibliothèques membres, 290 000 abonnés ont emprunté 4 400 000 documents et plus 7 000 membres du personnel et de nombreux bénévoles.
| Nom du Réseau BIBLIO                       | Population desservie | Points de service | Usagers inscrits | % de la population inscrite | Dépenses de fonctionnement ($/habitant) | Nombre d'employés ( /10 000 habitants) | Nombre de bénévoles | Total des documents (par habitant) |
| ------------------------------------------ | -------------------- | ----------------- | ---------------- | --------------------------- | --------------------------------------- | -------------------------------------- | ------------------- | ---------------------------------- |
| Abitibi-Témiscamingue-Nord-du-Québec       | 52 887               | 61                | 10 081           | 19,1                        | 15,90                                   | 1,71                                   | 349                 | 5,74                               |
| Capitale-Nationale et Chaudière-Appalaches | 186 001              | 113               | 36 606           | 19,7                        | 11,29                                   | 0,89                                   | 2 056               | 3,56                               |
| Côte-Nord                                  | 26 277               | 28                | 5 704            | 21,7                        | 22,88                                   | 1,90                                   | 94                  | 5,23                               |
| Gaspésie et Îles-de-la-Madeleine           | 68 176               | 43                | 7 886            | 11,6                        | 13,22                                   | 1,17                                   | 408                 | 3,63                               |
| Montérégie                                 | 116 438              | 54                | 15 365           | 13,2                        | 14,55                                   | 0,97                                   | 884                 | 4,62                               |
| Estrie                                     | 56 419               | 46                | 9 774            | 17,3                        | 15,45                                   | 1,24                                   | 388                 | 5,30                               |
| Outaouais                                  | 52 039               | 39                | 13 053           | 25                          | 16,69                                   | 1,35                                   | 129                 | 5,85                               |
| Laurentides                                | 75 092               | 46                | 19 095           | 25,4                        | 16,90                                   | 1,33                                   | 238                 | 5,36                               |
| Bas-Saint-Laurent                          | 92 044               | 94                | 35 344           | 38,4                        | 12,94                                   | 1,12                                   | 635                 | 5,41                               |
| Centre-du-Québec, Lanaudière et Mauricie   | 190 235              | 119               | 35 626           | 18,7                        | 13,61                                   | 1,13                                   | 1 252               | 7,06                               |
| Saguenay-Lac-Saint-Jean                    | 60 989               | 46                | 35 746           | 58,6                        | 16,71                                   | 1,42                                   | 304                 | 5,27                               |

## Services spécifiques

### Services aux bibliothèques
Chaque Réseau BIBLIO assiste les municipalités qu'il dessert dans le développement et de la diffusion de leur service de bibliothèque. Les services principaux offerts concernent le local de la bibliothèque, les collections et de la promotion. Les réseaux fournissent aux bibliothèques du matériel d'animation (accessoires pour l'heure du conte, théâtres Kamishibaï, théâtres de marionnettes, tentes à lire, etc.) Ils assurent aussi le fonctionnement du prêt entre bibliothèques (PEB).
Le Réseau BIBLIO du Centre-du-Québec, de Lanaudière et de la Mauricie (CQLM) héberge et assume la gestion des services techniques coopératifs (STC) au nom des onze réseaux répartis sur le territoire québécois depuis 1992. Les STC offrent un service d'achats regroupés (sélection des documents, traitement documentaire, acquisitions, envois à la reliure) ainsi que, depuis 2010, un service de catalogage sur demande pour leurs acquisitions locales (achats et dons).

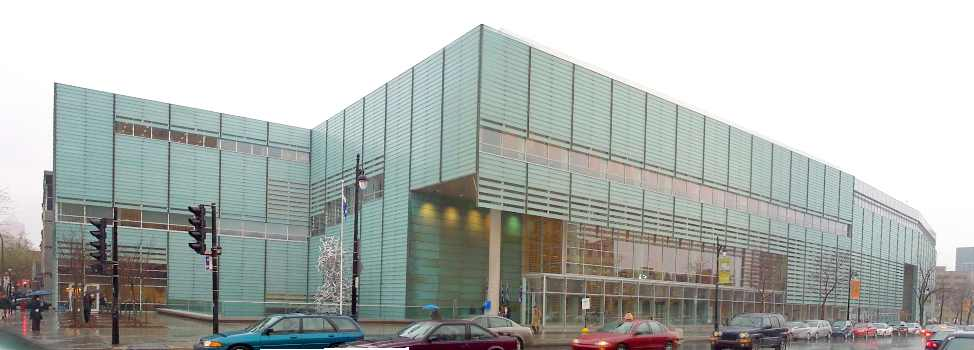
BAnQ - Grande bibliothèque

Afin d'aider les bibliothèques publiques du Québec dans l'évaluation de leurs performances et de leurs capacités à répondre aux besoins de leurs populations, le Réseau BIBLIO du Québec participe aussi depuis plusieurs années à l'élaboration du guide que l'on appelle aujourd'hui Lignes directrices pour les bibliothèques publiques du Québec, ouvrage de référence important pour tout gestionnaire de bibliothèque publique au Québec. Ce document fut d'abord sous la direction du ministère des affaires culturelles et sous le nom de Normes pour les bibliothèques municipales. Il fut publié pour la première fois en 1974 puis révisé en 1981. La troisième édition, Pour des bibliothèques québécoises de qualité : guide à l'usage des bibliothèques publiques, publiée en 1996, donnera une plus grande importance aux technologies de l'information et sera le résultat d'un travail de collaboration entre les Éditions ASTED, Bibliothèque et Archives nationales du Québec, les Bibliothèques publiques du Québec et le Regroupement des CRSBP du Québec. Le réseau BIBLIO du Québec participera pour la première fois au comité de travail chargé de l'élaboration de ce guide lors de la quatrième édition, Bibliothèque d'aujourd'hui : lignes directrices pour les bibliothèques publiques du Québec, publiée en 2011 à la suite de nombreuses demandes de révision du guide de la part du milieu documentaire. La plus récente édition, lancée le 4 juin 2019, est le résultat d'un travail collaboratif entre le Réseau BIBLIO du Québec, l’Association des bibliothèques publiques du Québec (ABPQ), Bibliothèque et Archives nationales du Québec (BAnQ) et porte le nom de Lignes directrices pour les bibliothèques publiques du Québec. Cette cinquième édition se veut plus actuelle en fournissant des indicateurs de performance et de qualité plus adaptés au monde d'aujourd'hui à la suite de l'évolution du rôle des bibliothèques et avec le développement des nouvelles technologies. Elle est accessible gratuitement sur un site dédié.

### Services à la population

#### Ressources numériques
En 2012, Réseau BIBLIO s'associe avec l’Association des bibliothèques publiques du Québec (ABPQ) et Bibliothèque et Archives nationales du Québec (BAnQ) pour se doter d'un organisme à but non lucratif, BIBLIOPRESTO.CA, dans le but de les aider au développement et à l’accès aux ressources numériques en bibliothèques publiques. L'organisme s'occupe de gérer la plateforme PRETNUMERIQUE.CA, qui permet aux utilisateurs d'emprunter gratuitement des livres numériques. En 2017, les onze réseaux offrent des livres numériques à leurs bibliothèques membres. Depuis janvier 2016, il offre aussi le service REPONSEATOUT.CA. Il s'agit d'un service de référence virtuelle offert par une communauté de bibliothèques publiques québécoises, sous la forme de questions-réponses. Les usagers communiquent gratuitement avec le personnel de la bibliothèque dans un environnement en ligne et obtiennent une réponse dans les 72 heures. En mars 2019, treize bibliothèques du Réseau BIBLIO offrent le service sur leur portail, mais n'importe qui peut y avoir accès, qu'il soit inscrit dans une bibliothèque ou non, directement par le site web. Aussi, il propose le service de magazines numériques BibliMags.

#### Animations
Les animations dans les bibliothèques du Réseau BIBLIO sont fournies la plupart du temps par des bénévoles. On retrouve par exemple des clubs de lecture, des heures du conte et des rencontres avec des auteurs.
En partenariat avec l’Association des bibliothèques publiques du Québec (ABPQ), les usagers des bibliothèques des réseaux ont aussi accès au programme Biblio-Aidants, un service d'information à l'intention des proches aidants aussi qu'au programme Une naissance, un livre qui incite à abonner un enfant de moins d'un an à la bibliothèque.

#### Prêt d'objets
Quelques réseaux mettent en place le prêt d'objets dans certaines de leurs bibliothèques : paires de jumelles (Réseau BIBLIO de l’Outaouais), raquettes (Réseau BIBLIO Abitibi-Témiscamingue-Nord-du-Québec en collaboration avec Kino-Québec), tablettes et liseuses (Réseau BIBLIO des Laurentides).

#### Réalité virtuelle
Depuis mai 2018, le Réseau BIBLIO du Bas-Saint-Laurent et le Réseau BIBLIO de la Gaspésie–Îles-de-la-Madeleine proposent des casques de réalité virtuelle et des livres sur les thèmes de l'astronomie et l'exploration spatiale, des fonds marins et des dinosaures.

#### Musées
Depuis 2016, en partenariat avec les musées de la région, le Réseau BIBLIO de la Capitale-Nationale et de la Chaudière-Appalaches offre la Carte Muséo. Elle permet aux abonnés d'emprunter un laissez-passer gratuit pour les onze musées participants.
En 2018, c'est le Réseau BIBLIO de la Mauricie et du Centre-du-Québec qui lance une initiative similaire avec la Carte Accès-Musée qui donne accès à 13 institutions muséales. Le Réseau de l'Outaouais avec la Carte Musée et celui de la Montérégie avec la Carte Musée Montérégie ont emboîté le pas.

#### Activités récréatives
Depuis 2011, en partenariat avec la Commission de la Capitale nationale, tous les abonnés des bibliothèques membres du Réseau BIBLIO de l’Outaouais peuvent obtenir des laissez-passer à leur bibliothèque municipale pour pratiquer du ski de fond, de la raquette et du vélo d’hiver gratuitement dans les sentiers du Parc de la Gatineau.

## Prix et programmes

### Au niveau provincial

#### Prix d’excellence Gérard-Desrosiers
Créé en 2004 en l’honneur du docteur Gérard Desrosiers et remis tous les deux ans, ce prix d’excellence en aménagement de bibliothèque vise à reconnaître les efforts fournis par les municipalités membres du Réseau BIBLIO pour améliorer l’aménagement de leur bibliothèque publique. Les candidatures soumises sont évaluées selon quatre critères : le local et les équipements, l’accessibilité des services, la qualité globale du projet et l’engagement municipal.
| Année | Réseau BIBLIO                              | Municipalité |
| ----- | ------------------------------------------ | --- |
| 2004  | Capitale-Nationale et Chaudière-Appalaches | Bibliothèque municipale Laurent-Caron de Saint-Anselme                                                                           |
| 2006  | Montérégie                                 | Bibliothèque municipale-scolaire de Saint-Anicet                                                                                 |
| 2008  | Capitale-Nationale et Chaudière-Appalaches | Bibliothèque municipale Saint-François d’Assise de Vallée-Jonction                                                               |
| 2010  | Centre-du-Québec, Lanaudière et Mauricie   | Bibliothèque municipale Marielle-Brouillette de Saint-Tite                                                                       |
| 2012  | Capitale-Nationale et Chaudière-Appalaches | Bibliothèque municipale Livre-en-train de la municipalité de Tring-Jonction (en partenariat avec la municipalité de Saint-Jules) |
| 2014  | Centre-du-Québec, Lanaudière et Mauricie   | Bibliothèque publique de Berthierville (Ville de Berthierville et municipalité de La Visitation-de-l'Île-Dupas)                  |
| 2016  | Montérégie                                 | Bibliothèque Guy-Frégeau de la municipalité de Rougemont                                                                         |
| 2018  | Bas-Saint-Laurent                          | Bibliothèque municipale de Saint-Elzéar-de-Témiscouata                                                                           |
| 2022  | Centre-du-Québec, Lanaudière et Mauricie   | Bibliothèque municipale de Saint-Bonaventure                                                                                     |

#### BiblioQUALITÉ
Crée en 2013, le programme de BiblioQUALITÉ vise à reconnaitre l'investissement municipal pour l'amélioration de leur bibliothèque publique. Le programme s’inspire, entre autres, des indicateurs de gestion municipaux du ministère des Affaires municipales, Régions et Occupation du territoire ainsi que des indicateurs de Bibliothèque d’aujourd’hui : lignes directrices pour les bibliothèques publiques du Québec. En 2017, plus de 300 bibliothèques publiques participent au programme et reçoivent une certification annuelle basée sur cinq indicateurs: livres, ressources humaines, heures d’ouverture, superficie et gratuité de l’abonnement.
BiblioQUALITÉ a reçu une mention au prix Innovation 2013 du Congrès des milieux documentaires du Québec.

#### Fonds jeunesse CDJL
Le Fonds Jeunesse CDJL est une initiative privée créée en 2014 en collaboration avec le Réseau BIBLIO du Québec. Il a pour objectif d'améliorer les collections jeunesse des petites bibliothèques rurales québécoises et de sensibiliser les jeunes des milieux ruraux francophones à la lecture. Chaque année, le Fonds Jeunesse CDJL offre deux dons de 1 000 $ aux bibliothèques desservant une population de moins de 5 000 habitants qui auront présenté les projets les plus intéressants.

### Au niveau régional

#### Réseau BIBLIO du Centre-du-Québec, de Lanaudière et de la Mauricie (CQLM)
- Prix en aménagement de bibliothèques

En 2016, le Réseau BIBLIO du Centre-du-Québec, de Lanaudière et de la Mauricie (CQLM) a mis en place le Prix en aménagement de bibliothèques pour encourager les municipalités à améliorer les locaux de leurs bibliothèques pour en faire des lieux attrayants et fonctionnels. Un prix par région desservie est remis annuellement. Les bibliothèques lauréates deviennent semi-finalistes au Prix d’excellence Gérard-Desrosiers, décerné aux deux ans.
| Année | Région           | Bibliothèque                                             |
| ----- | ---------------- | -------------------------------------------------------- |
| 2016  | Centre du Québec | Awikhiganigamikok (La maison du livre), Réserve d’Odanak |
| 2016  | Mauricie         | Bibliothèque municipale Noëlla Livernoche, Maskinongé    |
| 2017  | Mauricie         | Bibliothèque de Saint-Sévère                             |

- Prix Distinction

Le Réseau BIBLIO CQLM remet chaque année des prix dans deux catégories : gestion de bibliothèque et réalisation. L'objectif est de reconnaître et de récompenser les comités de bibliothèque sur la qualité de leur travail et la réalisation de projets innovants.

#### Réseau BIBLIO des Laurentides
- Prix d'excellence en animation de bibliothèque

Créé en 2016, le Prix d’excellence en animation de bibliothèque vise à « reconnaître les efforts que les bibliothèques consacrent à l’animation pour dynamiser leur service, développer leur clientèle et faire rayonner leur bibliothèque. Il veut encourager une offre d’animation en bibliothèque diversifiée qui rejoint une variété de clientèles et qui fait preuve d’innovation. En dernier lieu, il veut faire connaître la qualité de l’offre des bibliothèques membres du Réseau BIBLIO des Laurentides et être une inspiration pour leurs pairs.» Le premier prix a été remis en 2017. Les gagnants de cette première édition sont, dans la catégorie des municipalités desservant une population inférieure à 2 500, la municipalité de Mont-Saint-Michel. Dans la catégorie des municipalités desservant une population supérieure à 2 500, c'est la municipalité de Pointe-Calumet qui l'a emporté. La ville de Rivière-Rouge s'est vu décerner une mention « Coup de cœur ».
- Prix d’excellence Marcel-Bouchard en aménagement de bibliothèque

Créé en 2006, le prix a pris le nom de Marcel Bouchard, fondateur du Réseau BIBLIO des Laurentides, en 2008. Ce prix remis tous les deux ans récompense l’amélioration de l’aménagement d'une bibliothèque et permet aux gagnants de participer au Prix d'excellence Gérard-Desrosiers.
| Année | Municipalité                                              |
| ----- | --------------------------------------------------------- |
| 2006  | Mont-Tremblant                                            |
| 2008  | Lac-Supérieur                                             |
| 2012  | L’Ascension                                               |
| 2014  | Grenville                                                 |
| 2016  | Saint-Hippolyte                                           |
| 2018  | Notre-Dame-du-Laus (mention « coup de cœur » à La Macaza) |
| 2021  | Sainte-Agathe-des-Monts                                   |

## Localisation des bibliothèques du Réseau BIBLIO du Québec
- Liste des bibliothèques du Réseau Abitibi-Témiscamingue et Nord-du-Québec
- Carte interactive des bibliothèques du Réseau du Bas-St-Laurent
- Carte interactive des bibliothèques du Réseau Capitale-Nationale et Chaudière-Appalaches
- Carte interactive des bibliothèques du Réseau Centre-du-Québec, Lanaudière et Mauricie
- Carte interactive des bibliothèques du Réseau de Côte-Nord
- Carte interactive des bibliothèques du Réseau de l'Estrie
- Carte interactive des bibliothèques du Réseau Gaspésie–Îles-de-la-Madeleine
- Liste des bibliothèques du Réseau des Laurentides
- Carte interactive des bibliothèques du Réseau de la Montérégie
- Carte interactive des bibliothèques du Réseau de l'Outaouais
- Carte interactive des bibliothèques du Réseau Saguenay-Lac-Saint-Jean

## Liste des bibliothèques du réseau BIBLIO

### Laurentides
- Bibliothèque de Saint-Rémi
- Bibliothèque de Vendée
- Bibliothèque Arundel
- Bibliothèque de Brownsburg-Chatham
- Bibliothèque M.-A. Grégoire-Coupal
- Bibliothèque de Chertsey
- Bibliothèque Chute-Saint-Philippe
- Bibliothèque Entrelacs
- Bibliothèque Ferme-Neuve
- Bibliothèque Fernand-Bernier
- Bibliothèque de Calumet
- Bibliothèque de Pointe-au-Chêne
- Bibliothèque Huberdeau
- Bibliothèque Kiamika
- Bibliothèque Yves Meilleur
- Bibliothèque La Conception
- Bibliothèque La Macaza
- Bibliothèque La Minerve
- Bibliothèque Lancia-Monette
- Bibliothèque Lac-Saguay
- Bibliothèque Lac Supérieur
- Bibliothèque Lac-des-Seize-Îles
- Bibliothèque de Lac-des-Écorces/Beaux-Rivages
- Bibliothèque de Val-Barrette
- Bibliothèque Lac-du-Cerf
- Bibliothèque Lantier
- Bibliothèque Mont-Saint-Michel
- Bibliothèque Samuel-Ouimet
- Bibliothèque du Couvent
- Bibliothèque Montcalm
- Bibliothèque Morin-Heights
- Bibliothèque Nominingue
- Bibliothèque Notre-Dame-de-Pontmain
- Bibliothèque Notre-Dame-de-la-Merci
- Bibliothèque Notre-Dame-du-Laus
- Bibliothèque Myra-Cree
- Bibliothèque La Sablière
- Bibliothèque L'Annonciation / Marchand
- Bibliothèque Sainte-Véronique
- Bibliothèque Saint-Adolphe-d'Howard
- Bibliothèque Francine Ouellette
- Bibliothèque Au fil des mots
- Bibliothèque Saint-Calixte
- Bibliothèque Saint-Donat
- Bibliothèque du Lac
- Bibliothèque Saint-Lin-Laurentides
- Bibliothèque Saint-Placide
- Bibliothèque Gisèle-Paré
- Bibliothèque Saint-Sauveur
- Bibliothèque Claude-Henri-Grignon
- Bibliothèque Gaston-Miron
- Bibliothèque Sainte-Anne-des-Lacs
- Bibliothèque Sainte-Anne-du-Lac
- Bibliothèque Gisèle-Paré
- Bibliothèque Sainte-Lucie-des-Laurentides
- Bibliothèque Sainte-Marguerite—Estérel
- Bibliothèque municipale de Val-David
- Bibliothèque Francine Paquette
- Bibliothèque Alain Lamontagne
- Bibliothèque Wentworth-Nord